# Nikołaj Prokopiuk
Nikołaj Archipowicz Prokopiuk (ros. Николай Архипович Прокопюк, ur. 25 maja?/7 czerwca 1902 w Samczykach, zm. 20 czerwca 1975 w Moskwie) – radziecki wojskowy narodowości ukraińskiej, pułkownik, funkcjonariusz NKWD.

## Życiorys
Był Ukraińcem, urodził się we wsi Samczyki w rejonie starokonstantynowskim, obwodzie chmielnickim, w rodzinie stolarza. Po ukończeniu w 1915 roku szkoły parafialnej, pracował  jako parobek. W 1916 roku zdał eksternistyczny egzamin 6-klasowego gimnazjum. Następnie pracował jako tokarz w cukrowni w Starych Sieniawach.
W 1918 roku wstąpił na ochotnika do oddziałów walczących z oddziałami polskimi na Ukrainie. W maju 1920 roku wcielony do Armii Czerwonej  do 8 Dywizji Kawalerii Czerwonych Kozaków. Uczestniczy w wojnie polsko-bolszewickiej. Po zakończeniu wojny kierownik biura rekrutacji Armii Czerwonej w miejscowości Reszetowka na Wołyniu.
Od sierpnia 1921 roku w szeregach Czeka, zastępca naczelnika ekspozytury Czeka na rejon starokonstantynowski, od kwietnia 1923 roku komisarz do walki z bandytyzmem samodzielnego oddziału GPU w Szepietówce, do którego zadań należało zwalczenie resztek oddziałów atamana Petlury i grup kontrrewolucyjnych. Następnie w oddziale ochrony granic OGPU w Żytomierzu. Od lutego 1924 roku naczelnik 20 oddziału wojsk ochrony pogranicza w Sławutach, następnie od kwietnia 1929 roku w 24. oddziale wojsk ochrony pogranicza w Mohylewie Podolskim, był odpowiedzialny za prowadzenie działań wywiadowczych na terenie Polski. Od kwietnia 1930 roku starszy inspektor zarządu OGPU (NKWD) na teren Ukrainy, a następnie jego szef. W 1935 roku przeniesiony do Centrali NKWD w Moskwie do Zarządu 1 (wywiad zagraniczny).
Od lipca 1937 do grudnia 1938 roku przebywał w Hiszpanii uczestnicząc w wojnie domowej po stronie republikanów. Był kolejno doradcą dowódcy oddziału partyzanckiego na froncie południowym, a następnie członkiem Rady Wojennej 14 Korpusu Armii Republikańskiej, w skład którego wchodziły wszystkie oddziały partyzanckie wojsk republikańskich.
Po powrocie z Hiszpanii starszy oficer 1 Zarządu NKWD w Moskwie. Od października 1940 roku w Helsinkach, gdzie w ambasadzie ZSRR odpowiadał za działania operacyjne oficerów wywiadu na terenie Finlandii.
Po ataku Niemiec na ZSRR we wrześniu 1941 roku wrócił do ZSRR, gdzie został dowódcą 2 batalionu 2 pułku Samodzielnej Zmotoryzowanej Brygady NKWD. Na czele tego batalionu uczestniczył w bitwie pod Moskwą.
Od listopada 1941 do czerwca 1942 roku naczelnik grupy operacyjnej 4 Zarządu NKWD przy Froncie Południowo-Zachodnim zajmującej się szkoleniem i wysyłaniem grup partyzanckich i sabotażowych na tyły wroga.
W czerwcu 1942 roku został zrzucony na tyłach wroga w rejonie Olewska na czele oddziału OSNAZu NKWD. Z czasem oddział ten przekształcony w zgrupowanie partyzanckie, zajmujące się działalnością wywiadowczą i dywersyjną. Początkowo zgrupowanie walczyło na terenie Ukrainy, a w styczniu 1944 roku przekroczyło Bug i wzięło udział w walkach partyzanckich na terenie Lubelszczyzny, m.in. w trakcie niemieckiej operacji przeciwpartyzanckiej „Sturmwind”. W tym czasie dowodził wszystkimi oddziałami partyzanckimi, zarówno radzieckimi jak i polskimi w czasie bitwy na Porytowych Wzgórzach.
W lipcu 1944 roku dowodzone przez niego zgrupowanie przeszło w Bieszczady, a następnie na teren Słowacji, gdzie wzięło udział w powstaniu słowackim. Na początku września zajęło przełęcz Ruski Put w Bieszczadach Wschodnich i broniło ją do 1 października 1944 roku do momentu dotarcia tam oddziałów Armii Czerwonej.
W dniu 5 listopada 1944 roku za męstwo i odwagę w trakcie wykonywania zadań specjalnych na tyłach wroga został nagrodzony tytułem Bohatera Związku Radzieckiego.
Od października 1944 roku naczelnik 4 Zarządu NKWD. W grudniu 1944 roku został zastępcą szefa specjalnej misji NKWD do Chin, gdzie w latach 1944–1946 uczestniczył w wojnie domowej, będąc doradcą i organizatorem wywiadu i kontrwywiadu chińskiej Armii Czerwonej.
Po powrocie z Chin w lipcu 1946 roku został naczelnikiem Wydziału Spraw Wewnętrznych w Wojskowej Administracji Okupacyjnej Saksonii w Dreźnie. W marcu 1948 roku został zastępcą naczelnika oddziału w Zarządzie ds. walki z bandytyzmem Ministerstwa Spraw Wewnętrznych ZSRR. W sierpniu 1950 roku przeniesiony do rezerwy.
Po przeniesieniu do rezerwy działał w organizacjach kombatanckich, będąc członkiem Radzieckiego Komitetu Weteranów Wojny. Był także członkiem zarządu Towarzystwa Przyjaźni Radziecko-Polskiej, członkiem Radzieckiego Komitetu Solidarności z Greckimi Demokratami.
Zmarł w Moskwie, gdzie mieszkał. Pochowany został na cmentarzu Nowodziewiczym w Moskwie.

## Odznaczenia
- Medal Złota Gwiazda Bohatera Związku Radzieckiego (5 listopada 1944)
- Order Lenina – dwukrotnie
- Order Czerwonego Sztandaru – trzykrotnie
- Order Wojny Ojczyźnianej I klasy
- Order Krzyża Grunwaldu I klasy (Polska)
- Krzyż Partyzancki (Polska)